# Яху, Хейнар
Хейнар Яху (эст. Heinar Jahu; р. 20 июля 1933, деревня Põlgaste, уезд Вырумаа) — эстонский шашист, шашечный журналист, арбитр.
Главный судья чемпионата мира по международным шашкам среди мужчин 2005 года, главный секретарь матча за мировую шашечную корону Андрейко — Куперман 1972 года. C 1965 года по 1998 работал в Эстонской шашечной федерации. Многократный чемпион Эстонии по русским шашкам и призёр чемпионатов по международным шашкам.

## Биография
Родился в деревне Пылгасте, уезд Вырамаа, Эстония
Шашками начал заниматься в 1948 году в родной деревне.
Окончил в 1953 году школу № 1 в Кохтла-Ярве, в 1953—1956 годах учился нефтяном техникуме.
В ноябре 2013 года занял второе место на двадцатом международном турнире по русским шашкам «Ныммеская осень» с участием сильнейших шашистов из Латвии, Литвы, России и Эстонии.
В 2024 году награждён орденом Белой звезды 5 класса.

## Сочинения
Написал книги на эстонском языке: Kabe võistlusmäärused (1965, вместе с Elmar Kalmega — правила шашек), Üks, kaks ja kabesse (1969 — для детей), Kabekombinatsioone (1972, вместе с Эдуардом Цукерником — о комбинациях).
- Яху X. Раз, два и в дамки — Таллин: Ээсти раамат, 1969. — 44 с. — На эст. яз. — 12000 экз.

На основе интересных примеров автор вводит читателя в мир шашек, даёт представление об основных приемах и принципах борьбы на 64-клеточной доске.